# Bahnhof Oberbrechen
Der Bahnhof Oberbrechen ist ein Haltepunkt an Streckenkilometer 58,3 der von Frankfurt (Main) Hauptbahnhof nach Limburg (Lahn) führenden Main-Lahn-Bahn im Brechener Stadtteil Oberbrechen und neben dem Bahnhof Niederbrechen einer von zwei Bahnhöfen in Brechen. Der Bahnhof liegt im Tarifgebiet des Rhein-Main-Verkehrsverbundes (RMV) und besitzt zwei Bahnsteiggleise.

## Geschichte
Mit dem Bau der Main-Lahn-Bahn 1875 gab es auch in Oberbrechen einen Haltepunkt. Seit 1879 gibt es ein Empfangsgebäude, nach dessen Plan wegen der Planungskosten auch die Bahnhöfe Niederbrechen, Niederselters und Bad Camberg gebaut wurden. Das Empfangsgebäude steht unter Denkmalschutz. 1913 wurde ein zweites Streckengleis gebaut.

## Betrieb
Der Haltepunkt Oberbrechen besitzt heute zwei Gleise mit je einem Seitenbahnsteig. Hier halten bis auf die Regional-Express-Züge der Linie RE 20 alle auf der Main-Lahn-Bahn verkehrende Züge.
- Gleis 1 am Hausbahnsteig (Höhe: 30 cm, Länge: 176 m[2]): Richtung Limburg (Lahn)
- Gleis 2 am Seitenbahnsteig (Höhe: 76 cm, Länge: 211 m[2]): Richtung Niedernhausen–Frankfurt (Main)/Wiesbaden

Die beiden Seitenbahnsteige werden durch eine Holzbrücke verbunden. Diese sollte aufgrund von Rutschgefahr vor allem im Winter im Jahr 2013 komplett erneuert werden. 2014 wurde sie dann statisch ertüchtigt. 2022 wurde als Ersatz eine Stahlbrücke errichtet.

## Verbindungsübersicht
| Linie | Verlauf | Takt                             | Betreiber      |
| ----- | --- | -------------------------------- | -------------- |
| RB 21 | Ländchesbahn: Wiesbaden Hbf – Wiesbaden-Erbenheim – Wiesbaden-Igstadt – Auringen-Medenbach – Niedernhausen (Taunus) – Idstein (Taunus) – Wörsdorf – Bad Camberg – Niederselters – Oberbrechen – Niederbrechen – Lindenholzhausen – Eschhofen – Limburg (Lahn) Stand: Fahrplanwechsel Dezember 2021 | einzelne Fahrten                 | HLB Hessenbahn |
| RB 22 | Main-Lahn-Bahn: Frankfurt (Main) Hbf – Frankfurt-Höchst – Hofheim (Taunus) – Niedernhausen (Taunus) – Idstein (Taunus) – Wörsdorf – Bad Camberg – Niederselters – Oberbrechen – Niederbrechen – Lindenholzhausen – Eschhofen – Limburg (Lahn) Stand: Fahrplanwechsel Dezember 2021                 | 30/60 min (+ Verstärker zur HVZ) | DB Regio Mitte |

In Oberbrechen gibt es einen Busanschluss der stündlichen Linie LM-51 in Richtung Weilburg über Weyer, Münster, Weinbach. Dazu fährt die Linie 285 morgens dreimal täglich nach Limburg, zudem existiert eine Park-and-Ride Anlage.